# Salzkammergutbahn
A Salzkammergutbahn egy 174,1 km hosszúságú, 15 kV, 16,7 Hz-cel villamosított, egyvágányú normál nyomtávolságú vasútvonal Ausztriában Stainach-Irdning és Schärding között.

## Története

### Villamosítás
Az 1920-as évektől kezdődően Ausztriában fokozatosan elkezdték a gőzüzemet villamos üzemre cserélni. Ennek oka az egykori koronaföldek nagy szénmezőinek eltűnését követő rendkívüli szénhiány és a bőséges hazai vízenergia kiaknázása volt. A Salzkammerguti vasútvonalat is villamosították a Stainach-Irdning - Attnang-Puchheim szakaszon. A projekt fő kezdeményezője a Stern & Hafferl tervezőiroda, villamosenergia- és vasúttársaság tulajdonosa, Ing. Josef Stern volt. Stern már 1909-ben szorgalmazta a salzkammerguti vasút villamosítását, 1912-ben pedig a Császári és Királyi Osztrák Államvasutak is megkezdték saját terveiket. Az állami vasutak saját terveket indítottak erre vonatkozóan. Karl Gösldorf mozdonytervező is foglalkozott a megfelelő villamos mozdonyok kifejlesztésével. A katonai hatóságok és a pénzügyminisztérium ellenvetéseikkel megakadályozták a mielőbbi megvalósítást. 1921-ben a BBÖ és a Stern & Hafferl között villamosítási szerződés jött létre, és a következő évben megkezdődtek a villamosítási munkálatok. A Stainach-Irdning - Bad Aussee szakaszt az osztrák Brown-Boveri Werke, a Bad Aussee - Ebensee szakaszt az osztrák Siemens-Schuckert Werke, az Ebensee - Attnang-Puchheim szakaszt pedig az AEG-Union kapta. E társaságok egy része saját felsővezeték-rendszert épített ki, például az AEG-Union szakaszon a felsővezetéket fa-, a többi szakaszon acélrácsos oszlopok tartották. 1923. december 23-ról 24-re virradó éjjel Bad Aussee állomáson került sor az első próbafutásra villanymozdonnyal. 1924. július 24-én fejeződött be a villamosítás, és augusztus 11-én ünnepélyesen megnyitották a villamos üzemet. Kezdetben gőzmozdonyokkal vegyes üzemre volt szükség, de az BBÖ 1029 sorozatú mozdonyok leszállítása után, 1924 októberétől a teljes személyforgalom villamos meghajtású lehetett. A Stern & Hafferl vállalat által akkoriban üzemeltetett Steegi erőmű szolgált energiaszolgáltatóként, és ma is biztosítja a vasút áramellátását. A 15 kV-os betáplálási pont Steeg-Gosau állomáson található. Az erőműhöz szükséges víz a Gosaubach-patak Gosauzwanges feletti gátjáról származik. 1927-től kezdve hosszú időn keresztül a BBÖ 1170 sorozatú (ÖBB 1045) mozdonyokat használták.
A Hausruckbahn viszont mind a mai napig villamos üzem nélkül, dízelüzemben működik.

### Jelenlegi fejlemények

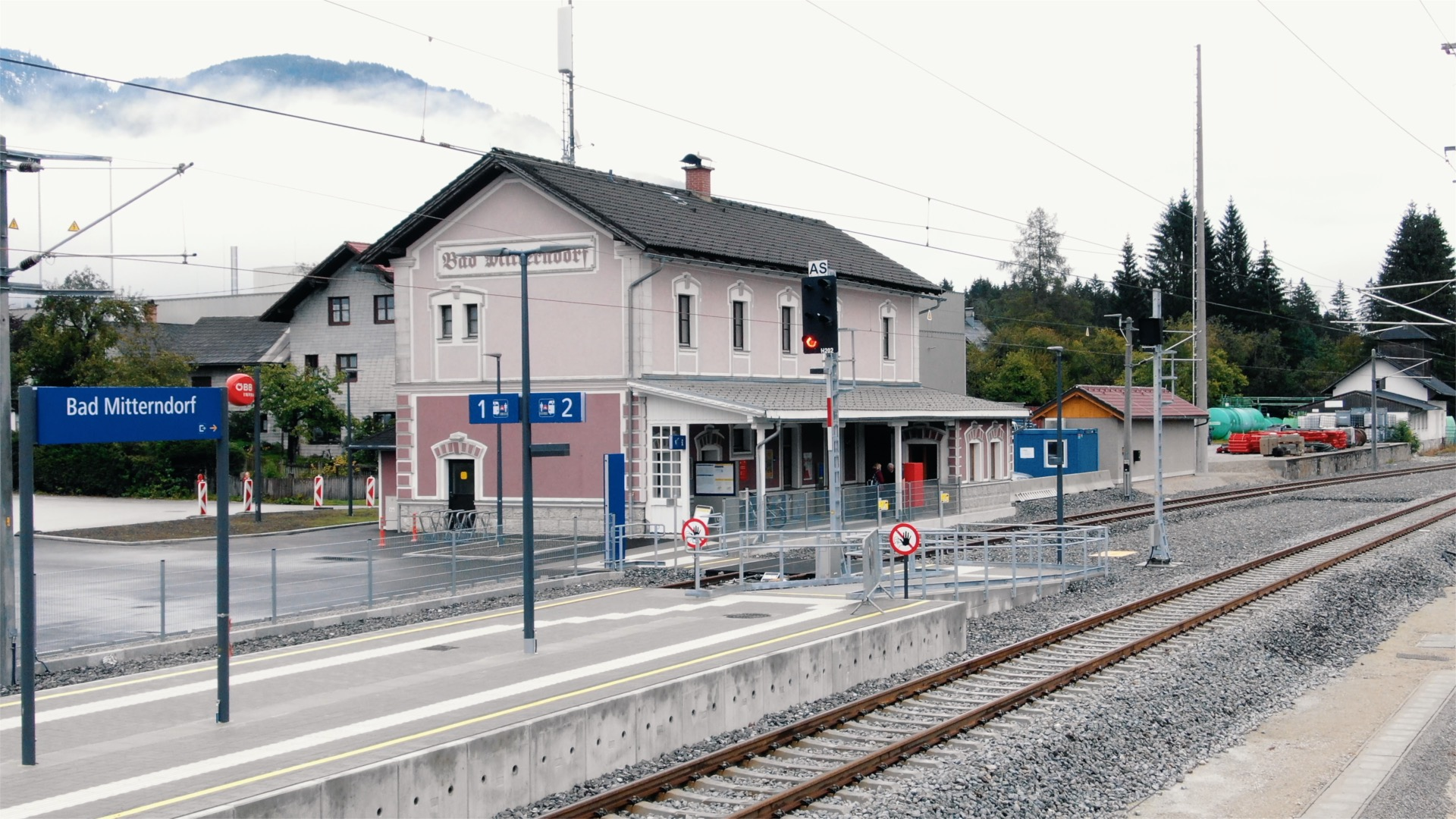
Modernizált Bad Mitterndorf állomás központi peronnal (2020)

2018-ban 170 millió eurós beruházási programot indítottak számos modernizációs intézkedés végrehajtására, hogy a Salzkammergutbahn vonzóbbá váljon. Ez azt jelenti, hogy a jövőben minden üzemet központilag, egy üzemirányító központból irányítanak, ami azt jelenti, hogy minden állomás és megállóhely személyzet nélküli lesz. Ugyanakkor azonban a kényelmet és a hozzáférhetőséget is növelni fogják azáltal, hogy minden állomáson akadálymentes peronszegélyeket, egyes esetekben központi peronokat is kialakítanak. Már átalakult Tauplitz, Bad Mitterndorf, Bad Mitterndorf-Heilbrunn, Kainischrl és Goisern-Jodschwefelbad.
A Koralm-vasútvonal üzembe helyezésével és az Alpokon belüli távolsági forgalom ezzel járó átszervezésével 2026-tól a Salzkammerguti-vasútvonal vonatait Selzthalnál kapcsolják szét, hogy ott egy Linz-Graz útvonalú távolsági összeköttetés jöjjön létre. Addigra az Attnang-Puchheim - Bad Aussee szakaszon is óránkénti járatsűrűségnek kell lennie. A Bad Aussee - Stainach-Irdning - Selzthal szakaszon továbbra is kétórás járatot terveznek. Az óránkénti járatsűrűség érdekében a vonatok a jövőben Traunkirchen, Bad Ischl Frachtenbahnhof (személyszállítási megállóhelyként korszerűsítve), Obertraun-Dachsteinhöhlen és Bad Mitterndorf állomáson keresztezik egymást. Továbbá a Lahnstein (2021-es menetrendváltástól), Langwies (2021-es menetrendváltástól) és Mitterweißenbach (2019-es menetrendváltás óta) megállóhelyeket már nem fogják kiszolgálni. A hallstatti utasszámok erőteljes növekedése miatt azonban már 2026 előtt további csatlakozások valósulhatnak meg.
Az északi ágon (Hausruckbahn) 2010 és 2020 között Ottnang-Wolfsegg, Ried im Innkreis, St. Martin im Innkreis és Antiesenhofen kivételével valamennyi állomást megállóhellyé minősítették vissza, az átmenő vágány kivételével a teljes vágányrendszert eltávolították, és a jelzőrendszereket megszüntették. Az egykori Suben állomás már évekkel korábban megállóhely lett. A menetrend szerinti vonatkeresztekre a még meglévő állomásokon kerül sor. St. Martinban azonban csak eseti jelleggel, késések esetén és a hétfőtől péntekig tartó tolatási szolgáltatással. Itt most már teljes óránkénti szolgáltatást kínálnak délután. Reggelente a 2020/2021-es menetrendváltás óta kétórás járat közlekedik. Hétvégén és ünnepnapokon reggel egy vagy két vonatpár közlekedik, délután pedig kétóránként egy-egy járat. Reggel nem közlekedik menetrend szerinti személyvonat.